# ジューイッシュ・ウィメンズ・アーカイブ
ジューイッシュ・ウィメンズ・アーカイブ（Jewish Women's Archive、JWA）は、「ユダヤ人女性の物語を記録し、彼女たちの声を高め、変化の担い手となるよう鼓舞する」ことを目的とする全米規模の非営利団体。